# Tricentrogyna lignicolor
Tricentrogyna lignicolor là một loài bướm đêm trong họ Geometridae.